# Кунегунда Чеська

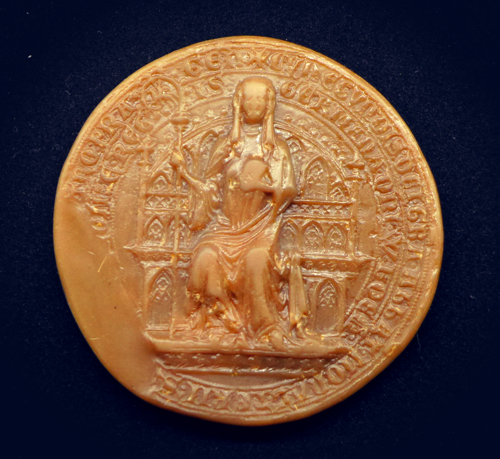
Печатка Кунегунди Чеської

Кунегунда Чеська (січень 1265 – 27 листопада 1321 ) – мазовецька княгиня, дружина князя Болеслава II Мазовецького, донька Пшемисла Оттокара II і Кунегунди Галицької, онука чернігівського князя Ростислава Михайловича, правнучка Великого князя Київського Романа Мстиславича.

## Життя

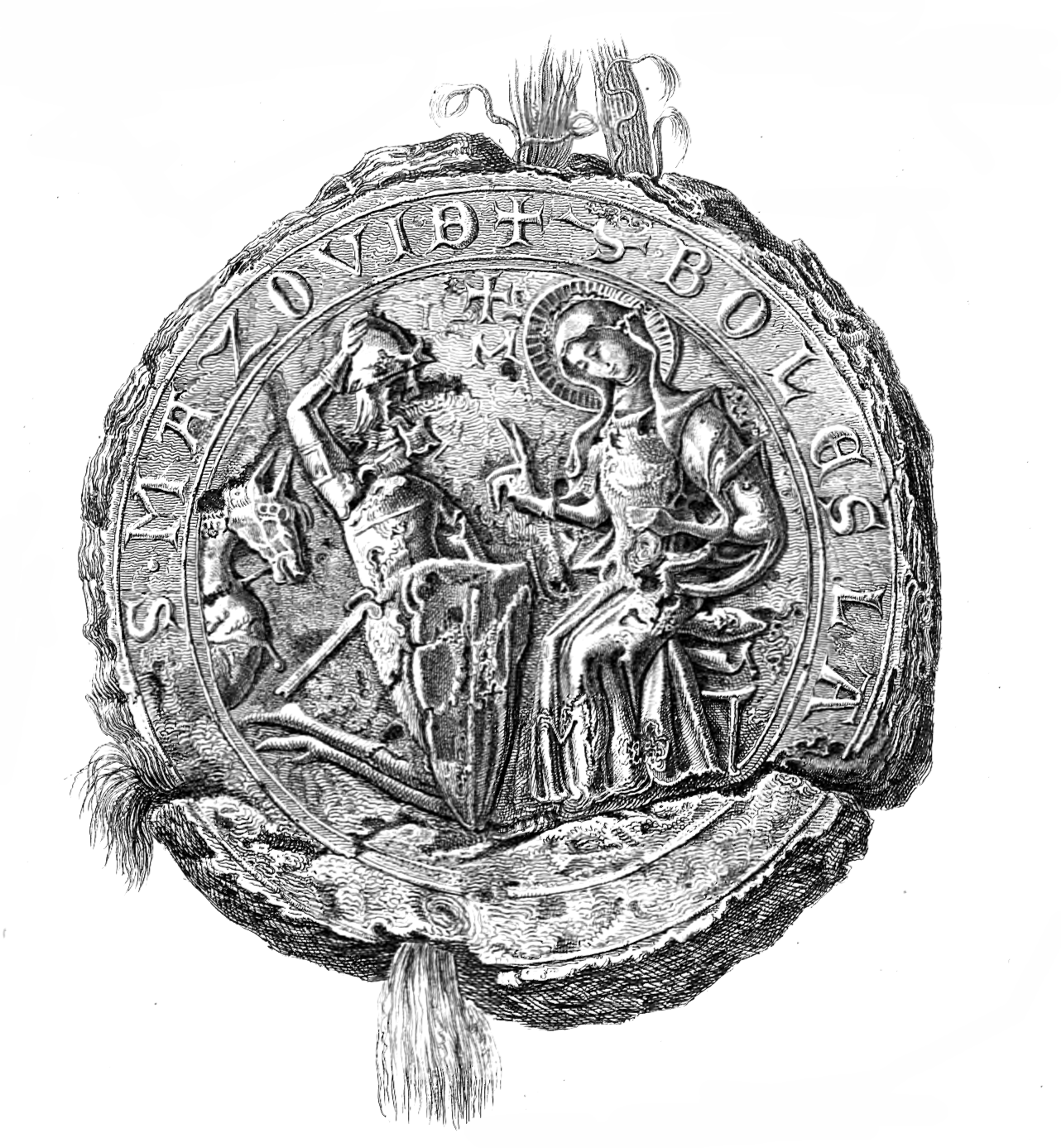
Печатка Болеслава II Мазовецького

Для запоруки чесько-німецьких мирних відносин її заручили з Гартманом, сином німецького короля Рудольфа І Габсбурга. Заручини розірвали через початок нової війни і загибель Пшемисла Оттокара II у битві під Сухими Крутами. Кунегунду помістили до монастиря кларисок у Празі, звідки її забрав брат, король Чехії Вацлав II і видав заміж за свого тодішнього союзника князя Болеслава II Мазовецького. Через три роки позиції Болеслава II у Польщі посилились завдяки успадкуванню ним володінь старшого брата і він перекинувся до табору ворогів чеського короля. Він не визнав коронації на короля Польщі Вацлава II, який у відповідь, 1300 року здійснив похід на Мазовію. Зрештою за два роки Болеслав Мазовецький відіслав Кунегунду до Праги. Там вона вступила до монастиря Св. Юрія бенедиктинок, де до смерті була абатисою. Кунегунду Чеську вважають першою чеською поетесою.

## Діти
- Вацлав (1293–1336) – князь плоцький (1313–1336).

- Єфросинія (1292–1328/29) – видана за князя Владислава І з Освенціма

- Припускають, що їхньою донькою була Берта (до 1299 – після 1311) черниця монастиря Св. Юрія бенедиктинок у Празі.